# 仮面ライダーストロンガーのうた
「仮面ライダーストロンガーのうた」（かめんライダーストロンガーのうた）は、水木一郎ならびに堀江美都子によるシングル。1975年4月25日に日本コロムビアから発売された。オリジナル盤の型番はSCS-250。
1978年12月にオリジナル盤と同内容（ジャケットデザインは異なる）で再発された。再発盤の型番はSCS-457。

## 解説
表題曲「仮面ライダーストロンガーのうた」は、テレビドラマ（特撮番組）『仮面ライダーストロンガー』のオープニングテーマとして使用された。
当初、同作品のオープニングテーマに予定されていた「見よ!!仮面ライダーストロンガー」（作詞：石森章太郎 / 作曲・編曲：菊池俊輔 / 歌：子門真人）が不採用となったことから急遽用意された楽曲である。そのため、従来の作品では作詞はオープニングを石森章太郎、エンディングを八手三郎が担当していたが、本作品では両方とも八手担当となった。水木は歌手が変更された理由について、子門は前作『仮面ライダーアマゾン』の主題歌を担当していたためイメージを変えようという意図があったのではないかと推測している。
カップリングには、水木一郎と堀江美都子が歌う同作前期エンディングテーマ「きょうもたたかうストロンガー」が収録されている。
「きょうもたたかうストロンガー」は、テレビ放送では第1話・第2話のみ、子門真人と堀江美都子のバージョンが使用された。同バージョンはレコード用フルサイズ音源も製作されていたが、放送当時には商品化されず、後年発売のコンピレーションCDに収録された。水木への変更に伴い、堀江の歌唱部分も録り直している。堀江は相手の変更経緯については知らされていないが、当時はよくあることであったと述べている。
堀江美都子は、同時期放送されていた『秘密戦隊ゴレンジャー』でもオープニングテーマ「進め!ゴレンジャー」をデュエット歌唱している。
「仮面ライダーストロンガーのうた」は「日本コロムビアの「コロムビア・ゴールデン・ディスク賞 ゴールデン・ヒット賞」を受賞した。

## 収録曲
（全作詞：八手三郎、全作曲・編曲：菊池俊輔）
1. 仮面ライダーストロンガーのうた
歌：水木一郎
  - 特撮番組『仮面ライダーストロンガー』オープニングテーマ。

きょうもたたかうストロンガー
歌：水木一郎、堀江美都子
  - 特撮番組『仮面ライダーストロンガー』エンディングテーマ2

## カバー
「アニメタル・マラソンII 特撮編」
アニメタルによる「仮面ライダーストロンガーのうた」のカバーを収録。